# Cerapachys hondurianus
Cerapachys hondurianus är en myrart som beskrevs av Mann 1922. Cerapachys hondurianus ingår i släktet Cerapachys och familjen myror. Inga underarter finns listade i Catalogue of Life.